# Deutsche Luft Hansa

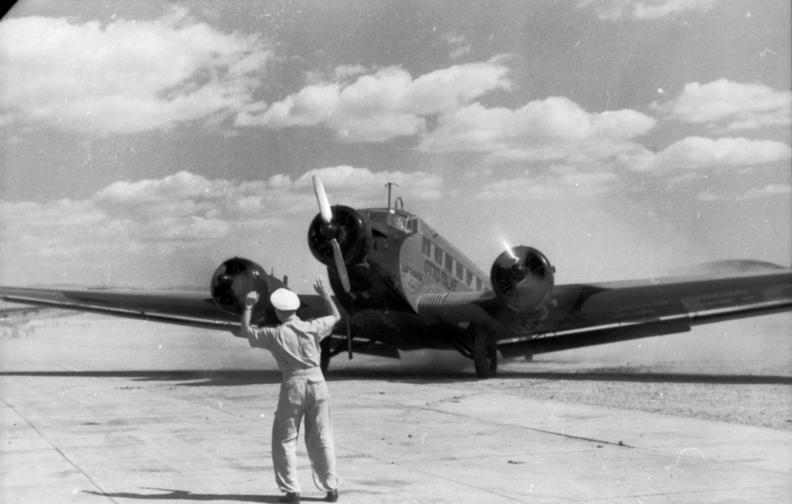
Junkers Ju 52 da Deutsche Luft Hansa.

Deutsche Luft Hansa A.G. (por vezes referida por Deutsche Lufthansa, Luft Hansa, Lufthansa, ou DLH) foi uma companhia aérea alemã durante a República de Weimar e a Alemanha Nazi. A empresa foi criada a partir da fusão da Deutscher Aero Lloyd (DAL) com a Junkers Luftverkehr.
Até 1939, a empresa voou para dezenas de destinos dentro e fora da Alemanha. Durante a Segunda Guerra Mundial, apesar das dificuldades, a Luft Hansa continuou a operar, efectuando voos para países neutrais.
Embora a Deutsche Luft Hansa tenha sido a antecessora da actual companhia alemã Lufthansa (fundada em 1953), não existe qualquer tipo de ligação legal entre as duas.